# Josep Lluís Sert
Josep Lluís Sert (Barcelona, 1 de julho de 1902 — 15 de março de 1983) foi um arquitecto catalão. Seu nome completo era Josep Lluís Sert i López. Desde muito jovem se interessou pela obra de Antoni Gaudí, e de seu tio, o pintor José María Sert. Estudou na Escola Técnica Superior de Arquitetura de Barcelona.

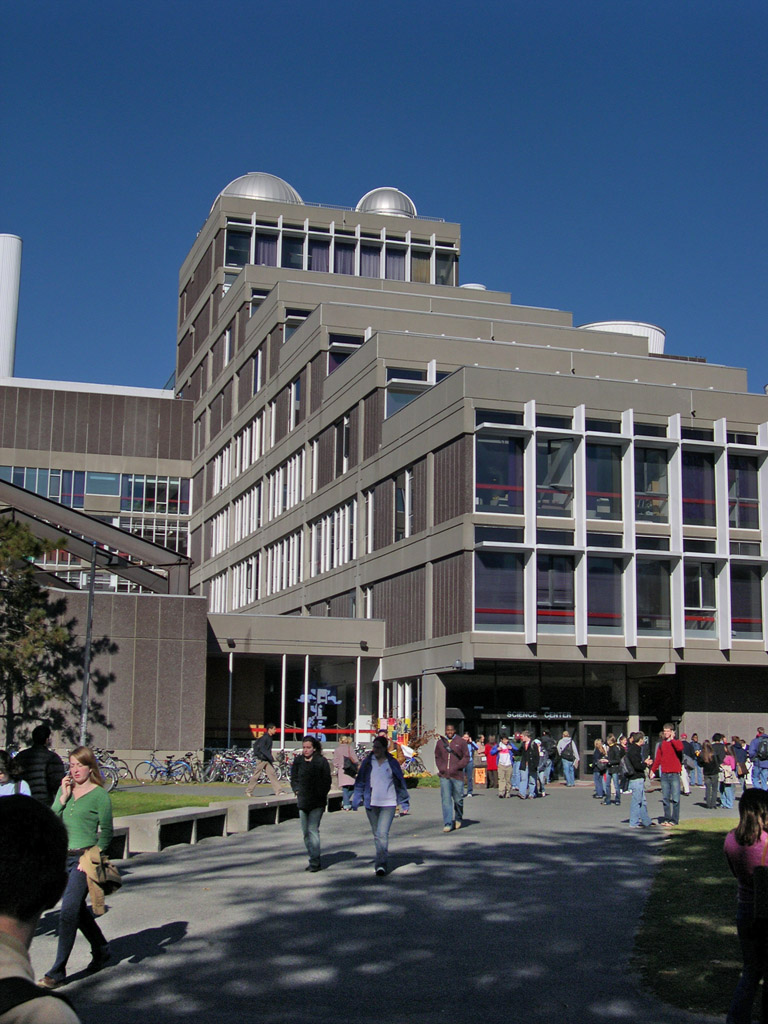
Josep Lluís Sert
Centro da Ciência
Universidade de Harvard

## Obras representativas
- Dispensario Antituberculoso (Barcelona)
- Edificio de Viviendas en la calle Muntaner (Barcelona)
- Escuela del Segell Pro Infància (Arenys de Mar)
- Pabellón de la República (Barcelona)
- Pabellón de España, Exposición Universal de 1937 (Paris)
- Fundación Joan Miró (Barcelona)
- Fundación Maeght (Saint Paul de Vence, Francia)
- Centro de la Ciencia, Universidad de Harvard (Boston)
- Apartamentos de la Universidad de Harvard (Boston)
- Centro Holyoke (Boston)
- Embajada de los Estados Unidos (Bagdá)
- Joan Miró studio [Fundació Pilar y Joan Miró] Palma de Maiorca